# His Father's Sin (film 1915)
His Father's Sin è un cortometraggio muto del 1915 diretto da W.P. Kellino.

## Produzione
Il film fu prodotto dalla Cricks.

## Distribuzione
Distribuito dalla Davison Film Sales Agency (DFSA), il film - un cortometraggio di 376 metri - uscì nelle sale cinematografiche britanniche nel febbraio 1915.